# Dmitriy Torbinskiy
Dmitri Yevgenievitch Torbinskiy - em russo, Дмитрий Евгеньевич Торбинский (Norilsk, 28 de abril de 1984) - é um futebolista russo.

## Carreira
Debutou em 2002, com apenas 16 anos, no Spartak Moscou, trocando-o em 2008 pelo rival Lokomotiv. 

## Seleção Russa
Fez sua estréia pela Seleção Russa em 2007, em partida contra a Estônia válida pelas Eliminatórias para a Eurocopa 2008. Na Euro, marcou o segundo gol da Rússia nas oitavas-de-final, contra os favoritos Países Baixos, em partida que terminou em 3 x 1 e permitiu aos russos chegarem às semifinais.
Torbinskiy fez parte do elenco da Seleção Russa de Futebol da Eurocopa de 2016.

### Gols pela Seleção
| # | Data                | Local                             | Adversario    | Placar | Resultado | Competição    |
| - | ------------------- | --------------------------------- | ------------- | ------ | --------- | ------------- |
| 1 | 23 de maio de 2008  | Lokomotiv Stadium, Moscou, Rússia | Cazaquistão   | 5-0    | 6-0       | Amistoso      |
| 1 | 21 de junho de 2008 | St. Jakob-Park, Basileia, Suíça   | Países Baixos | 2-1    | 3-1       | Eurocopa 2008 |